# Orne champenoise
L'Orne champenoise est une rivière française qui coule dans le département de la Sarthe. C'est un affluent de la Sarthe en rive droite, donc un sous-affluent de la Loire par la Sarthe et la Maine.

## Histoire
Elle s'appelait historiquement Orne du Nord et aussi Ourne. Le nom d'Orne champenoise semble venir de l'esprit de quelques écrivains  du XVIIIe siècle ou XIXe siècle l'appelant ainsi en référence à la région d'où elle prend sa source, la Champagne mancelle. En 1829, elle faisait tourner trois moulins.

## Géographie
L'Orne champenoise prend sa source sur le territoire de la commune de Coulans-sur-Gée, petite localité située à 23 kilomètres à l'ouest de la ville du Mans. Son cours a globalement une orientation nord/sud. Elle se jette dans la Sarthe (rive droite) à Roëzé-sur-Sarthe, à une bonne quinzaine de kilomètres en aval de la ville du Mans.
Sa longueur totale est d'environ 24 kilomètres.

## Communes traversées
L'Orne champenoise traverse ou longe les communes suivantes, toutes situées dans le département de la Sarthe :
- Coulans-sur-Gée, Chaufour-Notre-Dame, Fay, Pruillé-le-Chétif, Saint-Georges-du-Bois, Étival-lès-le-Mans, Voivres-lès-le-Mans et Roézé-sur-Sarthe.

## Hydrologie
Le débit de l'Orne champenoise a été observé durant une période de 24 ans (1984-2007), à Voivres-lès-le-Mans, localité du département de la Sarthe, située peu avant son confluent avec la Sarthe. Le bassin versant de la rivière y est de 59 km2, c'est-à-dire 90 % de sa totalité.
Le module de la rivière à Voivres-lès-le-Mans est de 0,342 m3/s.
L'Orne champenoise présente des fluctuations saisonnières de débit bien marquées. Les hautes eaux se déroulent en hiver et portent le débit mensuel moyen à un niveau situé entre 0,485 et 0,698 m3/s, de décembre à mars inclus (avec un maximum en janvier). Dès fin mars, le débit chute progressivement jusqu'aux basses eaux d'été qui ont lieu de juillet à septembre, entraînant une baisse du débit moyen mensuel allant jusqu'à 0,116 m3/s au mois d'août. Mais les fluctuations sont bien plus prononcées sur de plus courtes périodes et selon les années.
À l'étiage, le VCN3 peut chuter jusque 0,018 m3/s, en cas de période quinquennale sèche, soit seulement 18 litres par seconde, ce qui doit être considéré comme sévère même pour un petit cours d'eau, mais assez normal dans cette région.
Les crues sont assez importantes, compte tenu de la taille très petite du bassin. Les QIX 2 et QIX 5 valent en effet respectivement 3,2 et 5,3 m3/s. Le QIX 10 est de 6,7 m3/s, le QIX 20 de 8,1 m3/s. Quant au QIX 50, il se monte à 9,8 m3/s.
Le débit instantané maximal enregistré à Voivres-lès-le-Mans a été de 9,83 m3/s le 22 janvier 1995, tandis que la valeur journalière maximale était de 7,45 m3/s le lendemain 23 janvier. Si l'on compare la première de ces valeurs à l'échelle des QIX exposée plus haut, on constate que cette crue était d'ordre cinquantennal, et donc assez exceptionnelle.
Au total, l'Orne champenoise est une rivière moyennement abondante dans le contexte des rivières de plaine du bassin de la Loire. La lame d'eau écoulée dans son bassin est de 183 millimètres annuellement, ce qui est nettement inférieur à la moyenne d'ensemble de la France tous bassins confondus, mais aussi à la moyenne du bassin de la Loire (plus ou moins 244 millimètres). Le débit spécifique de la rivière (ou Qsp) se monte dès lors à 5,8 litres par seconde et par kilomètre carré de bassin.